# Gymnaestrada 2019
La Gymnaestrada 2019, également Weltgymnaestrada 2019 (officiellement : 16e World Gymnaestrada 2019 Dornbirn) s'est déroulée du 7 au 13 juillet 2019 pour la deuxième fois à Dornbirn, Vorarlberg. Sous la devise « Come together. Show your colours! » jusqu'à 20 000 athlètes de plus de 60 nations étaient attendus.
La World Gymnaestrada est organisée tous les quatre ans par la FIG (Fédération Internationale de Gymnastique). Ces jeux mondiaux de gymnastique n'ont pas de caractère compétitif, mais offrent depuis 1953 aux athlètes du monde entier la possibilité de présenter eux-mêmes et leurs compétences pendant une semaine. La Gymnaestrada s'est tenue 15 fois dans les grandes villes. Avec les événements des années 2007 et 2019, Dornbirn est la deuxième région après Berlin (1975/1995) dans laquelle la World Gymnaestrada a eu lieu pour la deuxième fois.

## La devise
La première partie de la devise, come together (en français : rassemblez-vous), fait d'une part allusion à la devise de la World Gymnaestrada Dornbirn 2007 (come together. be one) et rappelle l'événement extrêmement positif de 2007. D'autre part, il représente l'invitation à se réunir de toutes les nations, groupes et spectateurs pour un grand festival de gymnastique.
La deuxième partie de la devise, show your colours (en français : montrez vos couleurs), fait allusion à la diversité de la communauté mondiale de gymnastique.

## Les événements
- Cérénomie d'ouverture : initialement prévue le dimanche 7 juillet 2019, 16 h, stade Birkenwiese, Dornbirn, en raison de la météo reportée au 10 juillet 2019
- Démonstrations de groupe : du lundi 8 juillet au vendredi, 12 juillet, parc des expositions de Dornbirn
- Démonstrations en grand groupe : du mardi 9 juillet au vendredi, 12 juillet, Casino Stadion, Bregenz
- Démonstrations en ville : du lundi 8 juillet au vendredi, 12 juillet, dans huit villes et communautés du Vorarlberg : Bregenz, Höchst, Wolfurt, Lustenau, Hohenems, Götzis, Rankweil et Feldkirch.
- Démonstrations nationales : lundi 8, mardi 9 et jeudi 11 juillet, parc des expositions de Dornbirn, stade d' exposition et nouvel hall d'exposition
- Spécial Dornbirn : mercredi 10 juillet, stade Birkenwiese, Dornbirn
- Gala FIG : vendredi 12 juillet et samedi 13 juillet, parc des expositions Dornbirn, stade d'exposition
- Cérénomie de clôture : samedi 13 juillet, stade Birkenwiese, Dornbirn

## Lieux
Le cœur de la World Gymnaestrada était le parc des expositions de Dornbirn. Toutes les démonstrations de groupe, les démonstrations nationales et le gala FIG ont eu lieu ici. L'événement d'ouverture et de clôture et le spécial Dornbirn de la World Gymnaestrada 2019 ont eu lieu au stade Birkenwiese à Dornbirn. Les démonstrations en grand groupe ont eu lieu au Casino-Stadion (stade de football) de Bregenz. En outre, des scènes extérieures ont été installées dans huit villes et communautés différentes. Ainsi, les spectacles des groupes de gymnastique ont eu lieu non seulement dans le centre de Dornbirn mais aussi dans toute la vallée du Rhin. Ces démonstrations de groupe décentralisées sont une particularité de la Gymnaestrada dans le Vorarlberg et ont abouti au contact direct d'une grande partie des habitants du Vorarlberg avec les participants actifs du festival mondial de gymnastique.

## Villages des nations
Une vingtaine de communautés du Vorarlberg étaient des « villages des nations » pendant la Gymnaestrada. Pour la plupart, les clubs de gymnastique du Vorarlberger Turnerschaft ont agi comme organisateurs et hôtes. Les deux tiers des participants étaient logés dans les écoles des villages des nations. Chaque village a accueilli un ou plusieurs pays invités. Le concept des villages des nations était une particularité de la Gymnaestrada 2019, qui s'est déroulée dans une région et non dans une seule grande ville.